# Stillwater County
Stillwater County är ett administrativt område i delstaten Montana, USA, med 9 117 invånare. Den administrativa huvudorten (county seat) är Columbus. 

## Geografi
Enligt United States Census Bureau så har countyt en total area på 4 675 km². 4 649 km² av den arean är land och 26 km² är vatten. 

### Angränsande countyn
- Golden Valley County - nord
- Yellowstone County - öst
- Carbon County - syd
- Park County - sydväst
- Sweet Grass County - väst